# Maillot
Maillot – miejscowość i gmina we Francji, w regionie Burgundia-Franche-Comté, w departamencie Yonne.
Według danych na rok 1990 gminę zamieszkiwały 962 osoby, a gęstość zaludnienia wynosiła 156 osób/km² (wśród 2044 gmin Burgundii Maillot plasuje się na 240. miejscu pod względem liczby ludności, natomiast pod względem powierzchni na miejscu 1167.).